# Harry Thomas

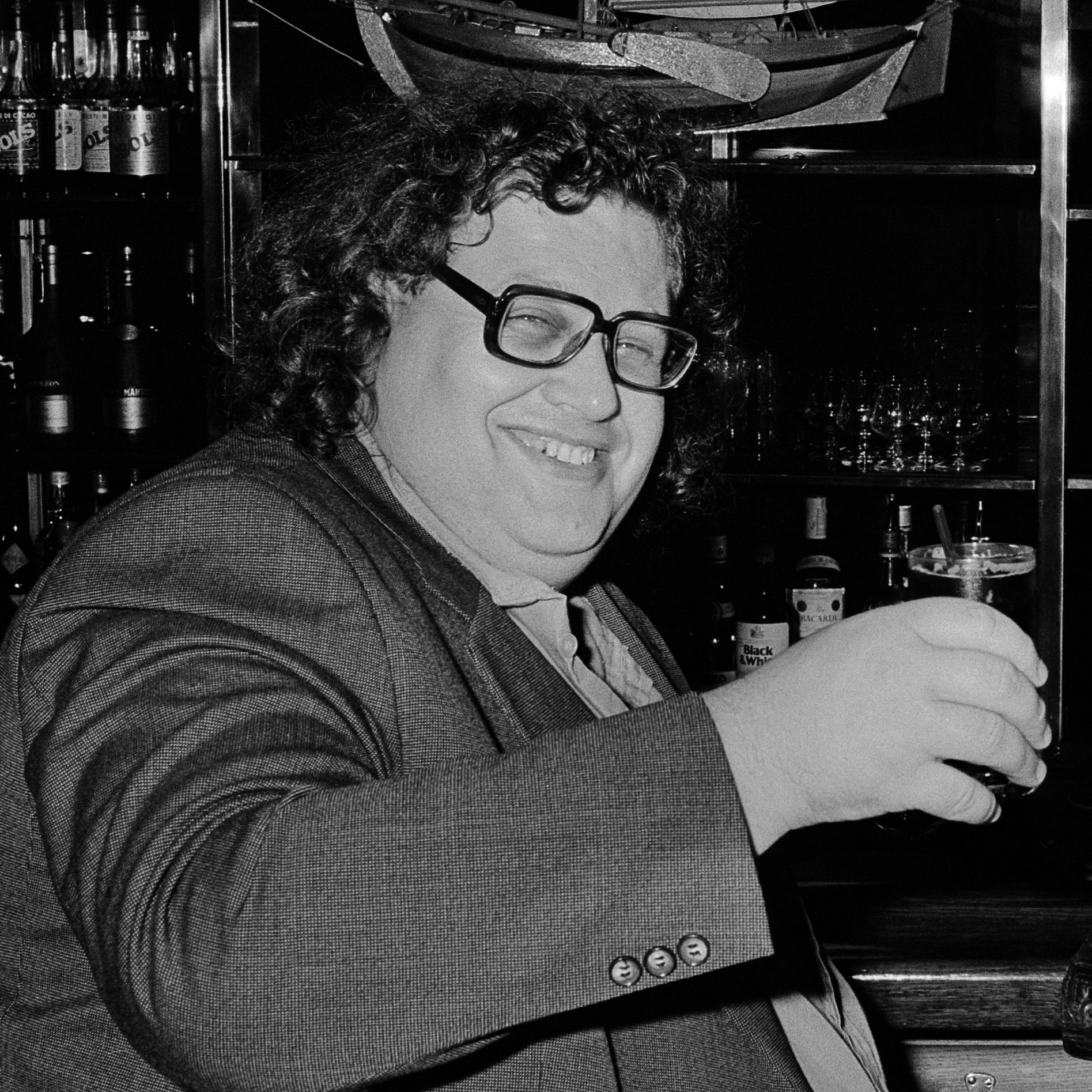
Harry Thomas (1977)

Harry André Thomas (Besançon, 10 augustus 1945 – Utrecht, 29 oktober 1991) was een Nederlands muziekproducent en impresario. Hij was organisator van het jaarlijkse Schlagerfestival in Nederland.
Thomas had een Franse vader en een Nederlandse moeder. Hij werd geboren in Frankrijk, maar verhuisde toen hij elf maanden oud was met zijn ouders naar Utrecht, waar hij de rest van zijn leven zou blijven wonen. Thomas manifesteerde zich als openlijk homoseksueel (naar eigen zeggen: 'homofiel') en schreef eind jaren zestig, begin jaren zeventig - toen hij nog werkte als boekhouder - twee boeken over dit onderwerp. Ook nam hij, in 1969, een single op (getiteld Ik ben een homo) die werd uitgebracht op het platenlabel Delta. Eind 1969 trad hij naar voren als voorzitter van de Nederlandse Homofielen Partij, die streefde naar wettelijke erkenning van 'homofiele' relaties. In mei 1970 kondigde hij aan dat de relatie tussen hem en zijn vriend eind juni zou worden ingezegend in een rooms-katholieke eucharistieviering. Deze aankondiging, die veel rumoer wekte, bleek een hoax - net als de 'Homofielen Partij'.
In 1971 organiseerde Thomas in de Rodahal in Kerkrade zijn eerste schlagerfestival. In 1974 contracteerde hij de jonge Duitse zanger Dennie Christian voor zijn festival. Mede dankzij dit optreden werd Christians "Rosamunde" begin 1975 een grote hit in de Benelux, nog voordat hij er in Duitsland succes mee had. In 1976 kwam Christian, op aanraden van Thomas, met het Nederlandstalige nummer "Besame Mucho". Het succes daarvan leidde ertoe dat Christian zich vooral op de Nederlandse markt ging richten. Na contacten met tekenaar Peyo kwam Thomas in 1977 met het idee een lied te maken over de stripfiguren Smurfen. De manager van Christian wees het idee af, waarna Vader Abraham furore maakte met "'t Smurfenlied". In 1978 werd Thomas de manager van Christian. De samenwerking leidde tot de hit "Guust Flater en de Marsupilami (Wij zijn twee vrienden)". Vanaf 1982 werd Christian de vaste presentator van het Schlagerfestival.
In 1991 overleed Thomas op 46-jarige leeftijd aan de gevolgen van een hartstilstand. Door zijn zwaarlijvigheid kampte hij al jaren met gezondheidsproblemen.